# Rose-Marie (1936)
Rose-Marie ist ein US-amerikanischer Musikfilm von W. S. Van Dyke aus dem Jahr 1936. Er basiert auf der gleichnamigen Operette von Otto A. Harbach und Oscar Hammerstein II und war nach dem 1928 erschienenen Stummfilm Rose-Marie mit Joan Crawford die zweite Verfilmung des Stoffes.

## Handlung
Die kanadische Opernsängerin Marie de Flor weilt nach längerer Tournee mal wieder in ihrem Heimatland, wo sie in Gounods Romeo et Juliette auftritt und gefeiert wird. Privat ist sie weniger glücklich, da ihr Bruder John Flower wegen unerlaubten Waffenbesitzes im Gefängnis sitzt. Einem Antrag auf Begnadigung wurde wieder einmal nicht zugestimmt und so will sich Marie schon an den Premierminister wenden, als ihr durch Johns Vertrauten Boniface gemeldet wird, dass John aus dem Gefängnis geflohen ist. Er hat sich in den Wäldern Kanadas versteckt, dort jedoch einen berittenen Polizisten ermordet, der ihn aufgespürt hatte. Nun ist John ein gesuchter Mörder und will außer Landes fliehen. Marie soll ihm dafür Geld zukommen lassen, entscheidet sich jedoch spontan, zu ihrem Bruder zu gehen.
Sie hofft, in Boniface einen vertrauenswürdigen Menschen gefunden zu haben, der sie zu John führt, doch stiehlt der bei einem Zwischenhalt Maries Geldbörse und verschwindet. Nachdem sie vergeblich versucht hat, in einer Bar Geld durch Singen zu verdienen, um wenigstens die nötige Ausrüstung für den Weg in die Berge bezahlen zu können, trifft sie auf den berittenen Sergeant Bruce. Er erkennt die berühmte Sängerin und scheint ihre Geschichte, sie sei auf dem Weg zu einem Verehrer, zu glauben. Er selbst ist auf der Suche nach John Flower, den er verhaften soll. Er begleitet sie mehrere Tage lang in die Berge und beide kommen sich näher. Nachdem sich ihre Wege getrennt haben – Marie hat vergeblich versucht, ihn von seiner Suche abzubringen – findet Marie John in einer Berghütte. Die Freude des Wiedersehens währt nur kurz, da Bruce der Sängerin gefolgt ist und John umgehend festnimmt. Er wusste die ganze Zeit, dass beide verwandt sind und Marie ihn zu John führen würde. Obwohl Marie Bruce anfleht, ihren Bruder gehen zu lassen, lässt der sich nicht erweichen und führt John ab.
In der Oper tritt Marie in Puccinis Tosca auf. Die emotionalen Anstrengungen der letzten Wochen haben ihr so zugesetzt, dass sie auf der Bühne glaubt, Bruce singen zu hören, und daraufhin zusammenbricht. In einem Landhaus in den Bergen versucht sie, sich zu erholen und glaubt, nie wieder auf die Bühne zurückkehren zu können. Ihr Manager Myerson jedoch verständigt Bruce, der zum Landhaus kommt und ihr die Liebe verspricht. Beide fallen sich in die Arme.

## Produktion
Der Film war nach Tolle Marietta die zweite von insgesamt acht gemeinsamen Filmen, die das Leinwandpaar Jeanette MacDonald und Nelson Eddy zwischen 1935 und 1942 drehten. Der Song Indian Love Call, der im Film mehrfach (an-)gesungen wird, wurde zu einem Erkennungslied des Duos. Die Kostüme des Films entwarf Adrian.
Der Titel des Films ergibt sich aus dem eigentlichen Namen Maries. Ihre Reisetasche zeigt ein R, sodass sie auf Nachfrage von Bruce nach ihrem Namen „Rose-Marie“ antwortet.
Rose-Marie enthält zahlreiche Gesangseinlagen. In der ersten Szene werden Ausschnitte aus Charles Gounods Oper Roméo et Juliette gezeigt, in denen unter anderem Jeanette MacDonald singt. Am Ende des Films singt Jeanette MacDonald Teile des Finales von Giacomo Puccinis Tosca. Weitere Titel unter anderem der Operette Rose-Marie, die im Film gesungen werden, sind:
- Dinah von Harry Akst (Musik) / Sam Lewis, Joe Young (Text) – gesungen von Jeanette MacDonald
- Indian Love Call von Rudolf Friml / Oscar Hammerstein II – gesungen von Nelson Eddy und Jeanette MacDonald
- Just for You von Rudolf Friml, Herbert Stothart / Gus Kahn – gesungen von Nelson Eddy
- Pardon Me Madame von Herbert Stothart / Gus Kahn – gesungen von Jeanette MacDonald
- Rose Marie von Rudolf Friml / Oscar Hammerstein II, Otto A. Harbach – gesungen von Nelson Eddy
- Some of These Days von Shelton Brooks – gesungen von Jeanette MacDonald und Gilda Gray
- The Mounties von Rudolf Friml / Oscar Hammerstein II, Otto A. Harbach – gesungen von Neson Eddy
- Totem Tom-Tom von Rudolf Friml / Oscar Hammerstein II, Otto A. Harbach

## Synchronisation
Der Film wurde 1939 bei der MGM Synchronabteilung in Berlin synchronisiert. Das Dialogbuch schrieb Paul Mochmann, die Dialogregie übernahm Otmar von Ecker, Tonmeister war Arthur Kamps.
| Rolle                   | Schauspieler       | Deutsche Synchronstimmen  |
| ----------------------- | ------------------ | ------------------------- |
| Marie de Flor           | Jeanette MacDonald | Kitty Jantzen             |
| Sergeant Bruce          | Nelson Eddy        | Willi Domgraf-Fassbaender |
| John Flower             | James Stewart      | Kurt Meisel               |
| Myerson                 | Reginald Owen      | N. N.                     |
| Romeo                   | Allan Jones        | Gesang im Originalton     |
| Premierminister         | Alan Mowbray       | Siegfried Schürenberg     |
| Boniface                | George Regas       | René Deltgen              |
| Hotelmanager            | Robert Greig       | C.W. Burg                 |
| Mr. Gordon              | Halliwell Hobbes   | C.W. Burg                 |
| Rosa (im Original Anna) | Una O’Connor       | Gertrud Spalke            |
| Ladenbesitzer           | Lucien Littlefield | Hans Hessling             |
| Teddy                   | David Niven        | Hannsgeorg Laubenthal     |
| Joe, Pianospieler       | Jimmy Conlin       | Paul Dahlke               |

weitere gelistete Stimme ohne bekannte Rolle oder bekannten Darsteller: Erich Ponto.

## Kritik
Jonathan Coe schrieb, dass James Stewarts „kurze… Szenen der Zerknirschung am Ende des Films … dem Film einen wohltuenden Hauch von Realismus“ verleihen würden, während Donald Dewey Stewarts Part als „schlecht geschriebene… Rolle“ und den Film selbst als „verwirrende Geschichte“ bezeichnete. Der Filmdienst bewertete Rose-Marie als „bemerkenswerte… Musicalverfilmung“.